# Hikaru Utada
Hikaru Utada (japanska: 宇多田ヒカル?, Utada Hikaru), född 19 januari 1983 i New York, är en japansk-amerikansk j-popartist. Hennes juridiska namn i Japan är egentligen Iwashita Hikaru efter ett tidigare äktenskap. Som artistnamn använder hen dock fortfarande Utada.

## Privatliv
Utada är barn till musikproducenten Teruzane Utada och enkasångerskan Keiko Fuji (egentligen Junko Utada). Hennes ursprungliga namn är 光 (Hikaru), med samma uttal som artistnamnet ヒカル (Hikaru).
Hon har varit gift med musikvideoregissören Kazuhiro Iwashita (även känd som Kazuaki Kiriya). De skiljde sig den 2 mars 2007 efter ett fyra och ett halvt år långt äktenskap, vilket hon skrev om i sin blogg dagen efter. Det före detta paret sade att många faktorer bidrog till skilsmässan, däribland personliga förändringar, olika syner på sitt framtida äktenskap och, det mer väsentliga, dålig kontakt på grund av deras respektive arbeten.
2011 tog hon en paus från musikvärlden, efter att hon släppte samlingsalbumet Utada Hikaru Single Collection Vol. 2. 2021 återkom Utada till musikbranschen och meddelade samtidigt sina personliga ickebinära identitet.

## Diskografi

### Album
- 1998 – Precious
- 1999 – First Love
- 2001 – Distance
- 2002 – Deep River
- 2004 – Utada Hikaru Single Collection Vol. 1
- 2004 – Exodus (album av Hikaru Utada
- 2006 – Ultra Blue
- 2008 – HEART STATION
- 2009 – This Is the One
- 2010 – Utada Hikaru Single Collection Vol. 2
- 2014 – First Love 15th Anniversary Deluxe Edition
- 2016 – Fantome

### Album (urval)
- 2004 – Exodus (album av Hikaru Utada
- 2006 – Ultra Blue
- 2007 – First Love
- 2007 – Distance
- 2007 – Deep River
- 2007 – Utada Hikaru Single Collection Vol. 1
- 2008 – Heart station

### Singlar (urval)
- 2006 – Keep Tryin
- 2007 – Automatic (album av Hikaru Utada
- 2007 – First Love
- 2007 – Addicted to You
- 2007 – For you
- 2007 – Can You Keep a Secret?
- 2007 – Traveling
- 2007 – Hikari
- 2007 – Colors
- 2007 – Dareka no negai ga kanau koro
- 2007 – Be My Last
- 2007 – Passion
- 2007 – Flavor of Life
- 2007 – Beautiful World / Kiss & Cry
- 2008 – Heart Station / Stay Gold
- 2008 – Eternally (Drama mix)

## Spelmusik
- 2002 – Simple and clean/Hikari för Kingdom Hearts
- 2005 – Sanctuary/Passion för Kingdom Hearts II.